# Libre Unión (Yaxcabá)
Libre Unión es una localidad situada en el municipio de Yaxcabá, en Yucatán, México. Según el censo de 2020, tiene una población de 1901 habitantes.

## Demografía
De acuerdo con los datos del censo de 2020 realizado por el INEGI, la población de la localidad es de 1901 habitantes, de los cuales 963 son hombres y 938 son mujeres.
| 146                         | 117 | ? | 63 | 518 | 685 | 788 | 1187 | 1200 | 1820 | 1499 | 1746 | 2014 | 1901 |
| (Fuente: INEGI [Consultar]) |     |   |    |     |     |     |      |      |      |      |      |      |      |

## Historia
El antecedente más remoto de Libre Unión es el antiguo rancho de Cholul. Según los registros de población hasta 1844 este rancho no contaba con una población numerosa. Sin embargo, ese mismo año sus habitantes elevaron una solicitud en la que expresaban al Gobierno del Estado de Yucatán su deseo de erigirse como pueblo y cambiar su nombre a Libre Unión.
A los pocos días de realizada la petición el Gobierno del Estado acordó que se diera cumplimiento a la solicitud. Condicionaron elevarlo de categoría a concluir la construcción de la iglesia de la población, así como iniciar la edificación de una audiencia para indígenas y realizar un trazo ordenado de la población. El 13 de noviembre de 1844 se creó sobre las bases de Cholul el pueblo nuevo de Libre Unión, que quedó bajo la jurisdicción del partido de Yaxcabá.